# Bully-les-Mines
Bully-les-Mines är en kommun i departementet Pas-de-Calais i regionen Hauts-de-France i norra Frankrike. Kommunen ligger i kantonen Bully-les-Mines som tillhör arrondissementet Lens. År 2022 hade Bully-les-Mines 12 172 invånare.

## Befolkningsutveckling
Antalet invånare i kommunen Bully-les-Mines
| Referens: INSEE |